# レベル・サーティーン
『レベル・サーティーン』（原題：13 เกมสยอง、英題：13 Beloved）は、2006年のタイのスリラー映画。エカシット・タイラットの漫画My Maniaコミックシリーズエピソード13を元にした、チューキアット・サックヴィーラクル脚本・監督によるスリラー映画である。

## あらすじ
バンコクの楽器会社に勤めるセールスマンのプチットは、会社を解雇された上に破綻寸前であった。そんな時、プチットの携帯電話に13のゲームへ参加すると賞金が獲得できるという内容の電話が掛かってくる...

## スタッフ
- 監督：マシュー・チューキアット・サックヴィーラクル
- 脚本：マシュー・チューキアット・サックヴィーラクル、エカシット・タイラット
- 原作：エカシット・タイラット
- 製作総指揮：ソムサック・デーチャラタナプラスート
- 音楽：キティ・クレマニー

## キャスト
- プチット：クリサダ・スコソル・クラップ
- トン：アチタ・シカマナ
- スラチャイ警部：サルンヨー・ウォングックラチャン
- ミク：ナターポン・アルンネトラ
- プチットの父親：フィリップ・ウィルソン
- プチットの母親：スクルヤ・コンカーウォン